# Andrea Kalavská
Andrea Kalavská z domu Augustínová (ur. 28 listopada 1977 w Trenczynie) – słowacka lekarka i nauczyciel akademicki, od 2018 do 2019 minister zdrowia.

## Życiorys
Absolwentka wydziału lekarskiego Uniwersytetu Komeńskiego w Bratysławie. Doktoryzowała się w zakresie zdrowia publicznego w 2005 na Uniwersytecie Trnawskim. Odbyła specjalizację z zakresu chorób wewnętrznych i medycyny tropikalnej na Słowackim Uniwersytecie Medycznym w Bratysławie. Od 2003 pracowała jako lekarka w szpitalu klinicznym w Trnawie, następnie w szpitalu uniwersyteckim w Bratysławie. Została również nauczycielem akademickim m.in. na Słowackim Uniwersytecie Medycznym.
W kwietniu 2016 została powołana na sekretarza stanu w resorcie zdrowia. W marcu 2018 w nowo utworzonym gabinecie Petera Pellegriniego z rekomendacji partii SMER objęła stanowisko ministra zdrowia. Ustąpiła w grudniu 2019, motywując to brakiem możliwości wdrożenia przygotowanych przez siebie reform.